# 食虫類
食虫類（しょくちゅうるい、Insectivora）は、かつて使われた哺乳綱の分類群。以前は食虫目またはモグラ目として目階級に分類されていた。
食虫目には、原始的な性質を共有する雑多なグループが含まれていた。しかしその後3度にわたって解体され、現在は正式な分類群としては使われない。
まず1972年ごろまでに形態と化石の研究により有盲腸亜目と原真獣亜目がいくつかの独立目に分離され、残った無盲腸亜目が無盲腸目 (Lipotyphla) となったが、その後も無盲腸目のことを食虫目と呼ぶことが多かった。無盲腸目は、分子系統学的研究により1997年ごろ真無盲腸目 (Eulipotyphla) とアフリカトガリネズミ目に分割されたが、その後も真無盲腸目を食虫目と呼ぶことがあった。さらに2005年ごろ、真無盲腸目はトガリネズミ目とハリネズミ目に分割する意見も提出されたが、その後の分子系統学的研究によるとトガリネズミ科、モグラ科、ソレノドン科、ハリネズミ科はほぼ同時に一斉に分化したので分岐順序を確定することが難しいことがわかった。したがって4科を並列に扱って真無盲腸目とすべきである。また2020年に発行されたIllustrated Checklist of the Mammals of the Worldでも真無盲腸目を採用している。
「モグラ目」とは食虫目の同義語とみなされたが、歴史的に新しい用語であるため、本来の食虫目の意味ではなく無盲腸目の意味で使われた。あいまいさを避けるため、ここでは原則としてモグラ目という言葉は使わず、食虫目・無盲腸目と呼び分けることとする。

## 無盲腸類
無盲腸目は現在は分類群として認められていないため、ここでの記述は無盲腸類とする。

### 分類
かつてはトガリネズミ形亜目、ハリネズミ形亜目、テンレック形亜目の3亜目（あるいはテンレック形亜目からキンモグラ科をキンモグラ亜目として独立させた4亜目）に分類されてきた。
これらのうちトガリネズミ形亜目は側系統群でありハリネズミ形亜目を内部系統に含むが、テンレック形亜目は系統的に離れており、無盲腸類全体は多系統である。
2020年現在は以下の通り、2目に再分類されている。
- 真無盲腸目（Eulipotyphla）= トガリネズミ形亜目 (Soricomorpha)、ハリネズミ形亜目 (Erinaceomorpha)
  - トガリネズミ科（現生: 22属246種） - トガリネズミ、カワネズミ、ジネズミ など
  - ハリネズミ科（現生: 9属19種） - ハリネズミ、ジムヌラ など
  - モグラ科（現生: 12属29種） - アズマモグラ、コウベモグラ、ヒミズ、ヒメヒミズ、ロシアデスマン、ホシバナモグラ など
  - ソレノドン科（現生: 1属2種） - ハイチソレノドン、キューバソレノドン
- アフリカトガリネズミ目 (Afrosoricida) = テンレック形亜目 (Tenrecomorpha)
  - テンレック科（現生: 11属32種） - テンレック、ポタモガーレ など
  - キンモグラ科（現生: 7属18種） - サバクキンモグラ など

無盲腸類は、現生で6科・約60属・約370種からなり、この種数は、哺乳類では齧歯目の約1800種、翼手目の約1000種に次いでいた。なお、現生種の7割がトガリネズミ科である。絶滅科としては、近代に絶滅した1科と、地質時代に絶滅した5科前後が知られる。

### 形態
無盲腸類は、細長い吻（ふん）と短い前後肢をもつ、ほとんどが小型の哺乳類である。その中には、世界最小の哺乳類であるコビトトガリネズミ（体重約 2g ）も含まれる。最も大きなもの、すなわちポタモガーレやテンレックでも、ネコ程度の大きさで、前者は体重 1kg ほど、後者は 0.5-1.5kg ほどしかない。
無盲腸類のすべての種は、歩くときに手のひらと足の裏を地面に全面つける蹠行性（しょこうせい/せきこうせい）か、半分つける半蹠行性である。手足には鉤爪をもつ。指の数は前後肢とも5本であるが、後肢の指が4本しかないヨツユビハリネズミを例外とする。
無盲腸類の形態的な特徴としては、比較的小さくてシワの少ない脳、眼窩後縁の骨(頬骨)の欠如、ほとんど化骨していない鼓室胞、鼓室輪に直接付着する鼓膜、原始的な鎖骨などが挙げられる。もう一つの特徴は、アブミ骨（あぶみこつ）動脈が脳への血液供給の主な通路となっていることである。さらに、精巣が陰嚢（いんのう）内に下降せず、腹腔内にとどまっていたり、総排出腔をもっていたりするものもあるが、このような“原始的”な特徴は、単孔目や有袋類と共有されている。

### 生態
無盲腸類の生活圏は、地上、地中から樹上、水中まで広範囲にわたるが、そのほとんどは夜行性または薄暮性の単独生活者である。多くは嗅覚と聴覚がよく発達しているが、反面、目は小さく、視覚は比較的貧弱である。
主な食物は昆虫類を中心とする無脊椎動物だが、ある程度雑食化しているものも多く、その食物には、小型脊椎動物や、さまざまな植物質の栄養源が含まれる。「モグラ目」の原名「食虫目」は、ラテン語の Insectivora を直訳したものである。
有胎盤類（真獣類）の共通の祖先は、現生の無盲腸類と同様の、食虫性・夜行性で小型の動物であったと考えられ、無盲腸類は、現生の有胎盤類の中では最も“原始的”なグループとされた。

### 分布
無盲腸類は、南米の大部分とオーストラリア・ニューギニア島・南極を除く世界各地に、広く分布している。ソレノドン類は西インド諸島にのみ、テンレック類は西・中部アフリカとマダガスカル・コモロ諸島等の島嶼（とうしょ）部にのみ、また、キンモグラ類は中・南部アフリカにのみ生息している。南米ではただ1属、コミミトガリネズミ類が、コロンビア、ベネズエラとエクアドルに分布しているに過ぎない。

### 研究
無盲腸類は、人間に身近な一部のモグラ科やハリネズミ科、実験動物化が進められているトガリネズミ科のスンクス（ジャコウネズミ）などの数種はよく研究されているが、それ以外はこれまであまり熱心に研究されてこなかった。その食性と体の大きさから、目立って人間に害をなすものが少ない上に、経済的な利用価値もほとんど認められないことが大きな理由であるが、その夜行性が研究を難しくしているという事情もある。とりわけ生息域の限定された種の中には、1930年代に絶滅した西インド諸島のネソフォンテス類のように、生態がほとんど知られないまま絶滅することが危惧されているものも少なくない。

## 食虫目の変遷

### 食虫目の誕生
哺乳類の目のいくつかはリンネにまでさかのぼるが、食虫目はそうではない。リンネはハリネズミ、トガリネズミ、（旧世界の）モグラを、他の雑多な哺乳類と共に、吻獣目（Bestiae）に分類した。
1811年、ヨハン・イリガー Illiger は、ハリネズミ、トガリネズミ、モグラ、デスマン、テンレック、キンモグラなどをSubterranea科とした。1816年、アンリ・ブランヴィル Blainville は、このグループをinsectivoreと呼び、1821年、トーマス・ボウディッチ Bowdich が、Insectovoraとラテン語化して記載した。食虫目の誕生である。
1855年、ヨハン・ワグナー Wagner は、ツパイ、ハネジネズミ、ヒヨケザルを食虫目に加えた。これ以降、食虫目は、系統の不明瞭な虫食性の動物群をとりあえず放り込んでおく目となり、「がらくた箱」「ごみ箱」などと言われることもあった。
しかし、食虫目への理解が進むにつれ、これらは次々と別目に分割され、「がらくた箱」は徐々に改善されることになる。

### 無盲腸目の独立
1864年、ヴィルヘルム・ペータース Peters は、以前から食虫目に含まれていたグループには盲腸がなく、ワグナーが新たに加えたグループには盲腸があるということに気づいた。1866年、エルンスト・ヘッケルはこれに着目し、食虫目を次の2亜目に分けた:
- 無盲腸亜目 (Lipotyphla) - 盲腸をもたず眼が未発達で四肢が短い。ハリネズミ、トガリネズミ、モグラなど。
- 有盲腸亜目 (Menotyphla) - 盲腸と大きな眼と長い四肢をもつ。ツパイ、ハネジネズミ、ヒヨケザル。

その後も、2亜目をそれぞれ目に格上げする、有盲腸目の一部を独立目とするなどが提案されたが、最終的に、有盲腸類の各グループは無盲腸目とも互いにも共通点が少ないとされ、1972年にパーシー・ミルトン・バトラー Butler が、食虫目を廃止し、無盲腸目、登木目、ハネジネズミ目をそれぞれ独立目とした（ヒヨケザル目はこれより早く独立目となっていた）。
一方、化石動物でも同様のことが起こっていた。20世紀半ばに、現生の真獣類より原始的と思われた8科が、便宜的に食虫目の原真獣亜目 (Proteutheria) に分類された。しかしその後の研究で、原真獣亜目は無盲腸類とは系統的に遠いことがわかり、1972年にバトラーは、幻獣目 (Apatotheria)・レプティクティス目 (Leptictida)・パントレステス目 (Pantolesta) として独立させた。なお、これらはその後も再編が進んでいて、また、必ずしも最も原始的な真獣類とはみなされていない。
なお、バトラーは食虫目を廃止したが、有盲腸類が食虫目から分離されたとみなし、無盲腸目を食虫目と呼ぶ者も多かった。

### 無盲腸目の解体
1870年代、セオドア・ギル T. Gill は上顎大臼歯の形態に基づき、有盲腸類を含む食虫目を以下の2亜目に分けた。
- 双波歯亜目 Dilambdodonta - 隆線がW状（双波歯型）。ハリネズミ、トガリネズミ、モグラ、ツパイ、ハネジネズミ、ヒヨケザル。
- 単波歯亜目 Zalambdodonta - 隆線がV状（単波歯型）。テンレック、キンモグラ。

ギルの分類法は20世紀に主流となるシンプソンやローマーが示した分類体系では受け入れられなかったものの、盲腸や歯などの形質に基づく分類が難しいものであることを示唆するものであった。
1954年、R. Sabanは、形態を使った系統学的解析により、無盲腸目の中でハリネズミ科が他より離れているとし、無盲腸目をハリネズミ形亜目（ハリネズミ科）とトガリネズミ形亜目（その他全て）に分けた。しかし1981年、J. F. Eisenbergは、無盲腸目の中でテンレック科とキンモグラ科からなる系統が最初に分かれたことを示唆し、テンレック形亜目として独立させた。しかし当時はまだ、無盲腸目の単系統性を疑う者は少なかった。
1980年代より、分子生物学（分子系統学的解析）の発展により、従来の生物分類体系には、大きな変更が加えられた。その中で、テンレック形亜目は無盲腸目の中で最初に分かれたのみならず、まったく別の系統であることが明らかになった。また、まだ可能性があった、有盲腸類のいずれかと無盲腸目が近縁ではないかという主張も、完全に否定された。
1998年にはMichael J. Stanhope et al.によりアフリカトガリネズミ目（Afrosoricida）が、1999年にはPeter J. Waddell・岡田典弘・長谷川政美により真無盲腸目（Eulipotyphla）のクレードがそれぞれ提唱された。
2001年、W. J. Murphy et al.は哺乳類の新たな分類を発表した。これは真獣類を4つの大グループに分けるものであり、そこでは、従来の無盲腸目が、別々の大グループに属する2つの目に分けられていた。この分類から旧食虫目の位置づけのみを抜粋すると、次のようになる。
- 真獣下綱
  - 真主齧上目
    - 登木目
    - 皮翼目

  - ローラシア獣上目
    - 真無盲腸目 - トガリネズミ科、モグラ科、ハリネズミ科、ソレノドン科

  - 異節上目
  - アフリカ獣上目
    - アフリカトガリネズミ目 - テンレック科、キンモグラ科
    - ハネジネズミ目

テンレック形亜目が、無盲腸目の他のグループとは系統を異にする「アフリカトガリネズミ目 (Afrosoricida)」として、目のレベルで独立した。このグループは、長鼻目、海牛目などと単系統をなす。この系統はアフリカ大陸に起源をもつとされ、アフリカ獣上目 (Afrotheria) と名づけられた。
一方、トガリネズミ、ハリネズミ、モグラなど、それ以外の無盲腸類は新しく「真無盲腸目 (Eulipotyphla)」と命名され（言葉自体は古くからあったが新しい意味に再定義された）、奇蹄目、食肉目、翼手目などと単系統をなす。この系統は北半球のローラシア大陸起源であるとされ、ローラシア獣上目 (Laurasiatheria) と名づけられた。
なおこれ以降も、無盲腸目が食虫目と呼ばれたのと同様に、真無盲腸目を食虫目、あるいは無盲腸目と呼ぶことがあった。

### 真無盲腸目の系統
無盲腸目を真無盲腸目とアフリカトガリネズミ目に分けるという結論はすんなり出たものではない。分子系統学によって、ハリネズミ形亜目が他と離れているというSabanの説を支持する結果が出ることもあった。だが結局は、無盲腸目は真無盲腸目とアフリカトガリネズミ目に分けられ、それぞれは単系統だという結論となった。真無盲腸目内部の系統は次のようになる。
|  | モグラ                                                      |
|  |                                                             |
|  | \| \| トガリネズミ \| \| \| \| \| \| ハリネズミ \| \| \| \| |
|  |                                                             |
|  | トガリネズミ                                                |
|  |                                                             |
|  | ハリネズミ                                                  |
|  |                                                             |

|  | トガリネズミ |
|  |              |
|  | ハリネズミ   |
|  |              |

|  | モグラ                                                      |
|  |                                                             |
|  | \| \| トガリネズミ \| \| \| \| \| \| ハリネズミ \| \| \| \| |
|  |                                                             |
|  | トガリネズミ                                                |
|  |                                                             |
|  | ハリネズミ                                                  |
|  |                                                             |

|  | トガリネズミ |
|  |              |
|  | ハリネズミ   |
|  |              |

2005年、Wilson and Reeder『Mammal Species of the World』第3版 (ISBN 0-8018-8221-4) (執筆者はRainer Hutterer)は、ハリネズミ形亜目とトガリネズミ形亜目を、それぞれ独立目のハリネズミ形目Erinaceomorphaとトガリネズミ形目Soricomorphaに格上げしている。しかし上記のようにトガリネズミ形目（トガリネズミ、モグラ、ソレノドン）は側系統である可能性が高く、この分類は疑問視されている。その後、2020年にだされたThe Illustrated Checklist of the Mammals of the Worldでは真無盲腸目という見解にしている。
Bininda-Emonds et al.(2007)によれば、現生の真無盲腸類はハリネズミ科とトガリネズミ科を合わせたクレードと、モグラ科、ソレノドン科の3系統が中生代に3分岐しているという。ハリネズミ科とトガリネズミ科とが単系統群を形成することはBeck et al.(2006)によって示されている。古生物学者のマッケンナとベルはハリネズミ形目にモグラ科とハリネズミ科を含めていたので、HuttererのSoricomorpha・ErinaceomorphaもマッケンナとベルのErinaceomorpha・Soricomorphaも、系統的には破綻したことになる。
その後、Sato et al. (2019)の推定によると、ハリネズミ科、トガリネズミ科、ソレノドン科、モグラ科は新生代に入ってからほぼ同時に分岐したとされた。これに対して分岐年代については異論もあるが、最終的には古生物学的な研究結果を待つしかないだろう。